# Изиньи-сюр-Мер
Изиньи́-сюр-Мер (фр. Isigny-sur-Mer [iziɲi syʁ mɛːʁ]) — коммуна на севере Франции, регион Нормандия, департамент Кальвадос, округ Байё, кантон Тревьер. Расположена в 32 км к западу от Байё и в 27 км к северу от Сен-Ло, на побережье Ла-Манша. Через территорию коммуны проходит автомагистраль N13.
1 января 2017 года в состав коммуны Изиньи́-сюр-Мер вошли коммуны Вуйи, Кастийи, Лез-Убо и Нёйи-ла-Форе.
Население (2018) — 3 619 человек.

## Достопримечательности
- Церковь Святого Георгия XIII века
- Здание мэрии (шато XVIII века)
- Церковь Нотр-Дам-де-Вуайи VIII века, перестроенная в XII-XIII веках
- Шато Кастийи XVII-XIX веков с парком

## Экономика
Структура занятости населения:
- сельское хозяйство — 5,9 %
- промышленность — 39,0 %
- строительство — 6,0 %
- торговля, транспорт и сфера услуг — 28,5 %
- государственные и муниципальные службы — 20,6 %

Уровень безработицы (2017) — 14,2 % (Франция в целом —  13,4 %, департамент Кальвадос — 12,5 %). 

Среднегодовой доход на 1 человека, евро (2018) — 19 370 (Франция в целом — 21 730, департамент Кальвадос — 21 490).

## Демография
Динамика численности населения, чел.

## Администрация
Пост мэра Изиньи-сюр-Мера с 2014 года занимает Эрик Барбаншон (Éric Barbanchon). На муниципальных выборах 2020 года возглавляемый им независимый список победил в 1-м туре, получив 60,82 % голосов.
| Период | Период | Фамилия         | Партия        | Примечания    |
| ------ | ------ | --------------- | ------------- | ------------- |
| 1989   | 2001   | Патрик Россиньё | Разные правые |               |
| 2001   | 2014   | Жерар Кенель    |               | преподаватель |
| 2014   |        | Эрик Барбаншон  |               | лаборант      |

## Города-побратимы
- Кингсбридж, Великобритания
- Вайлербах, Германия

## Галерея

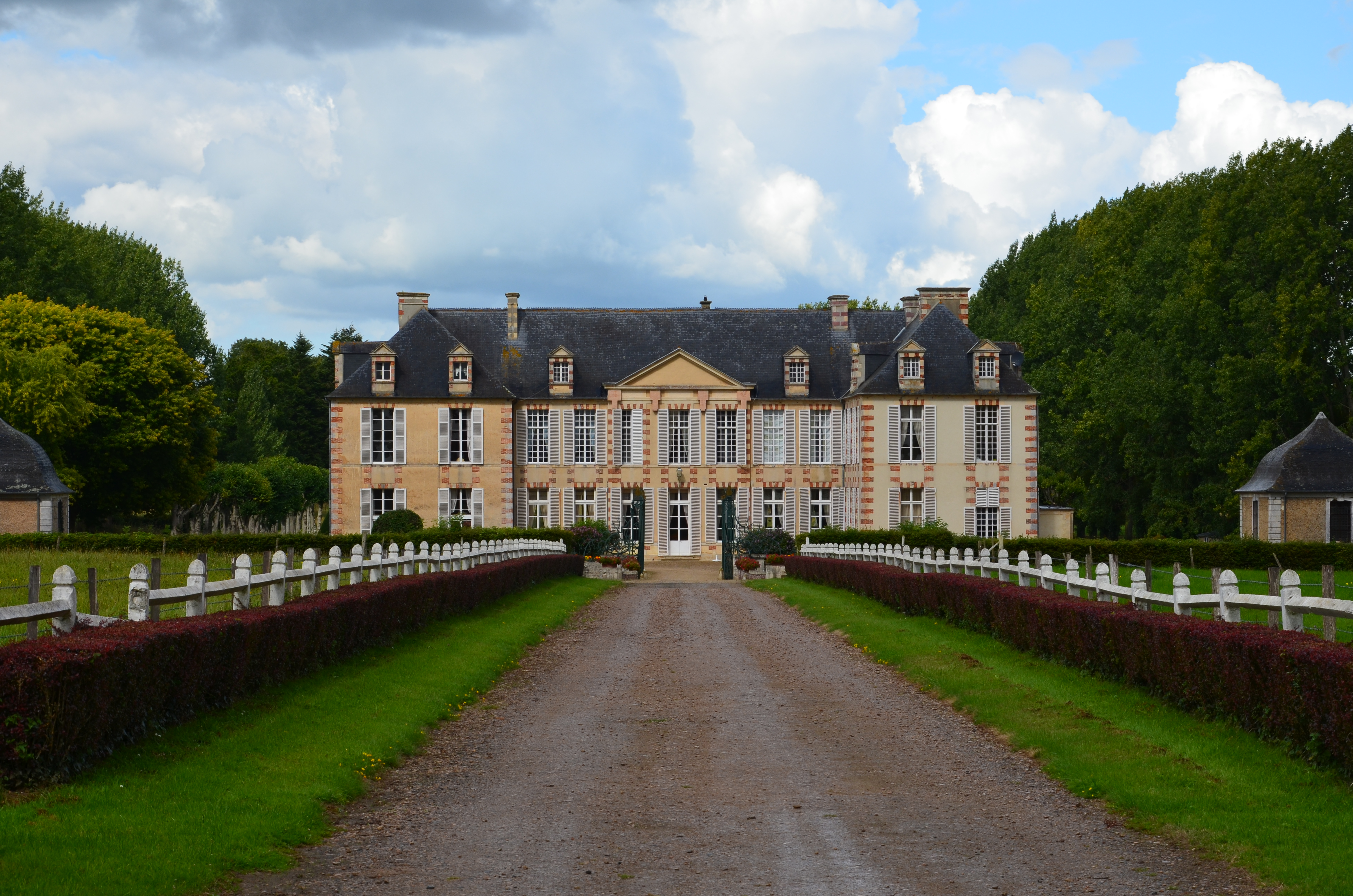
Шато Кастийи
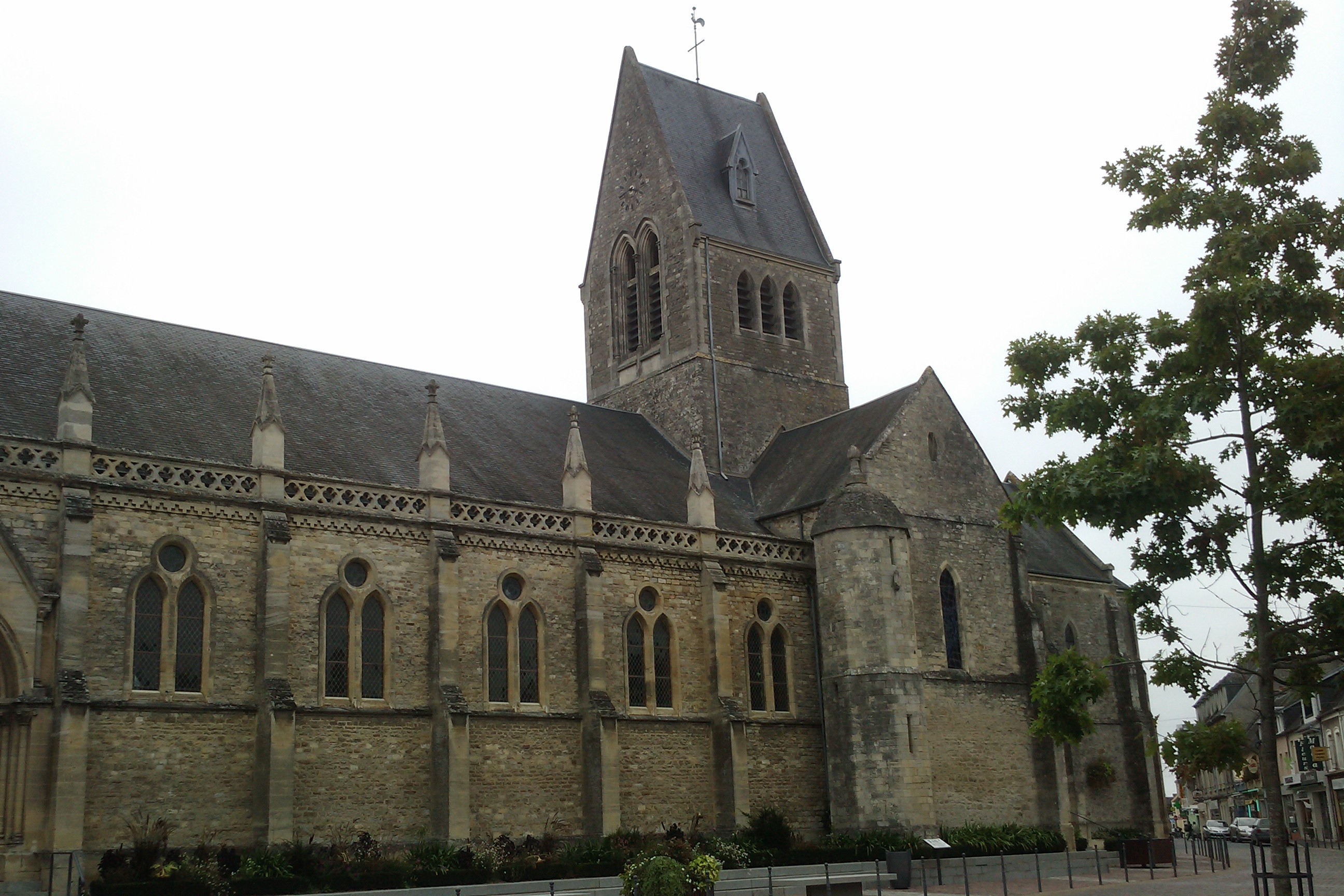
Церковь Святого Георгия
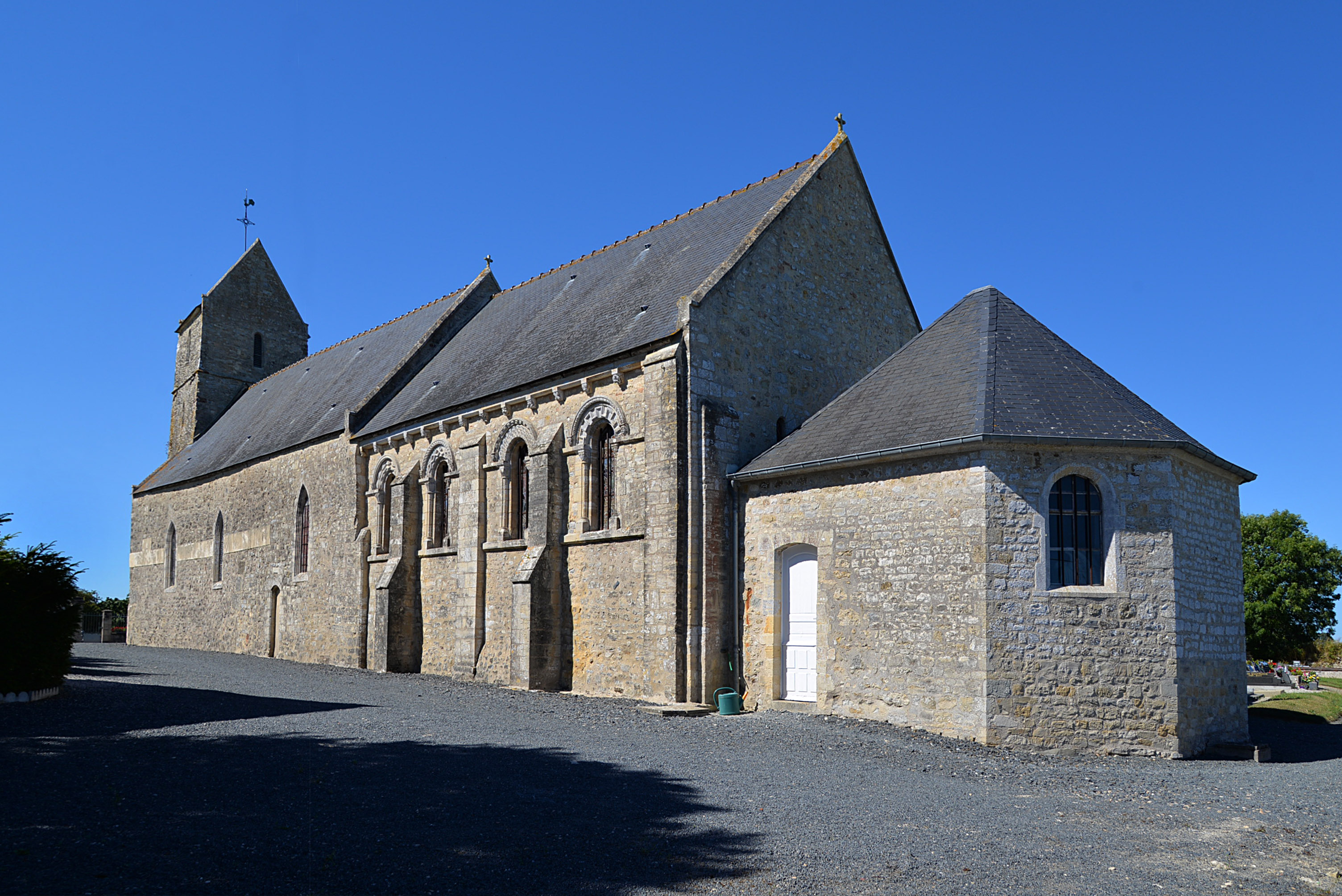
Церковь Нотр-Дам-де-Вуайи
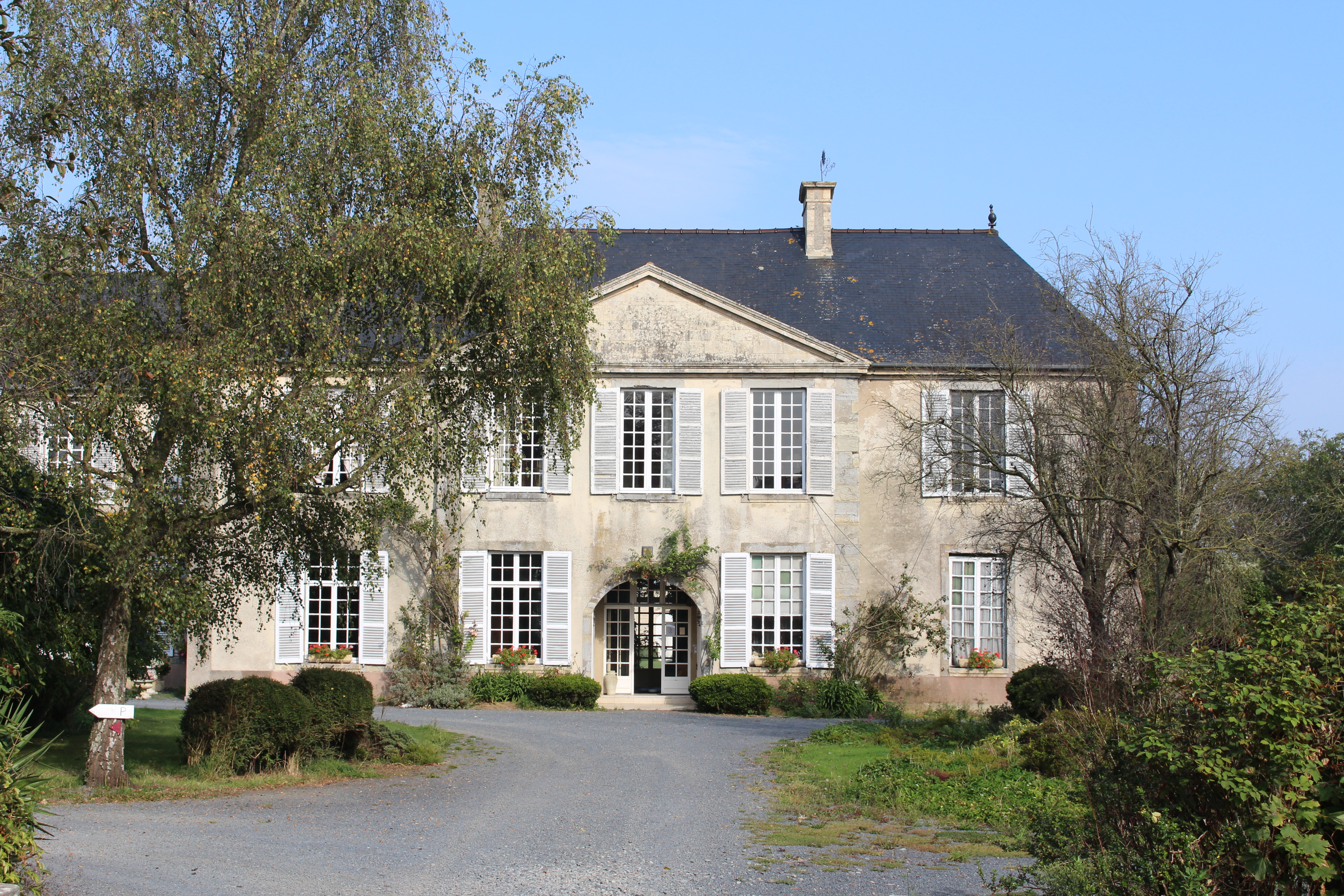
Шато Вуайи